# Sista natten (1933)
Sista natten är en amerikansk film från 1933 baserad på Noel Cowards pjäs The Queen Was In the Parlor. Filmen är regisserad av Stuart Walker.

## Handling
En prinsessa slits mellan sina kungliga plikter och kärleken till en fransman.

## Om filmen
Filmen hade premiär i USA den 21 januari 1933.

## Rollista (urval)
- Claudette Colbert - Prinsessan Nadya
- Fredric March - Sabien Pastal